# Klinikum Traunstein

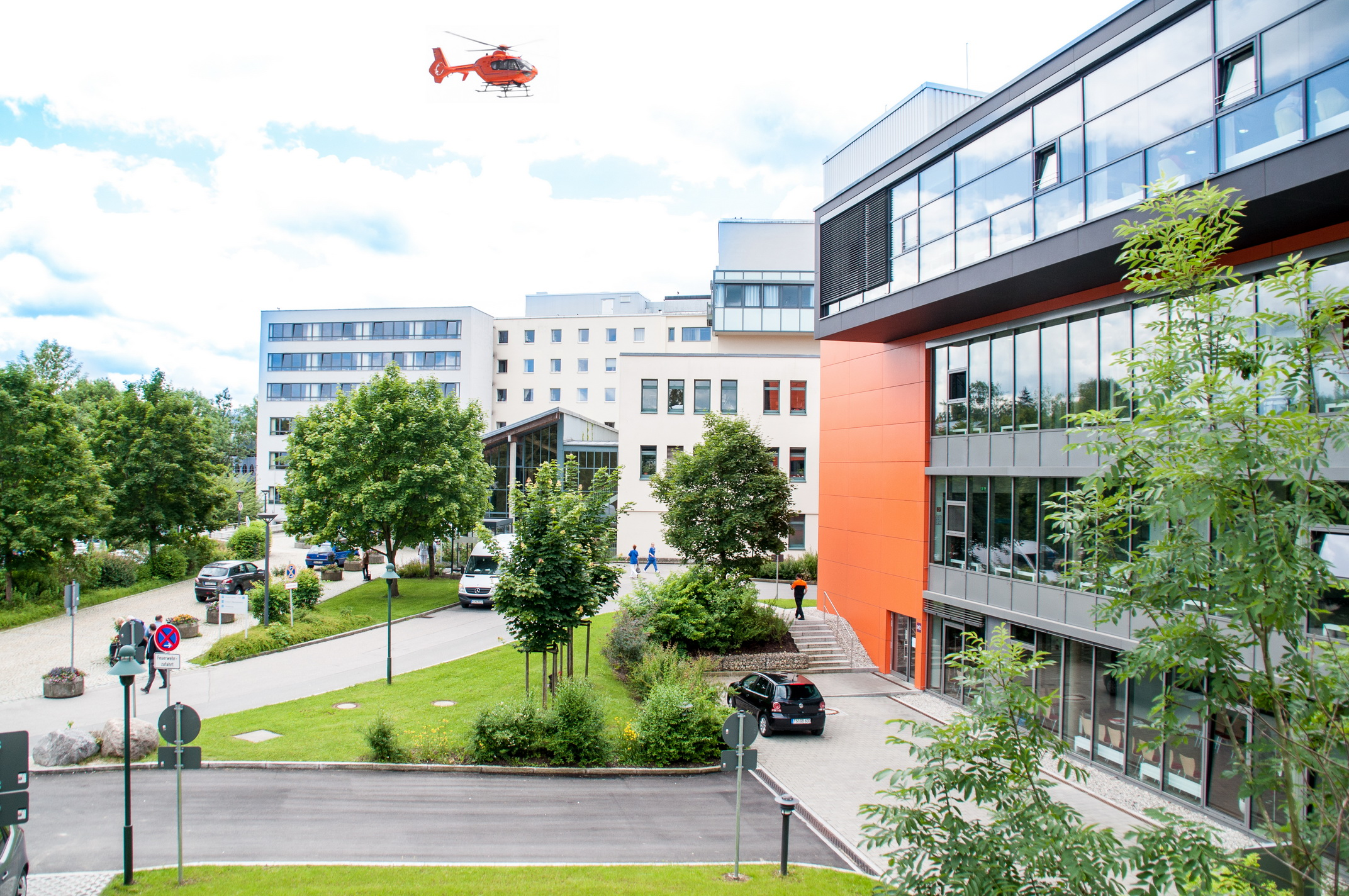
Klinikum Traunstein

Das Klinikum Traunstein ist ein Krankenhaus der Schwerpunktversorgung und akademisches Lehrkrankenhaus der Ludwig-Maximilians-Universität München in Traunstein. Es gehört zur kommunalen Kliniken Südostbayern und sichert die medizinische Versorgung für den gesamten südlichen Chiemgau.

## Beschreibung
Das Klinikum verfügt mit insgesamt 548 Betten über 19 Hauptabteilungen und drei Belegabteilungen. Mehrere Tageskliniken und Kompetenzzentren, ein Diagnose- und Therapiezentrum sowie ein Ambulantes Operationszentrum vervollständigen das medizinische Angebot des Klinikums. Angegliedert an das Klinikum Traunstein ist das Luftrettungszentrum mit der Rettungshubschrauberstation Christoph 14.
Im Jahr 2016 wurden im Klinikum Traunstein rund 28.000 stationäre Patienten und ca. 56.000 ambulante Patienten behandelt.

## Geschichte
1909 beschloss der Stadtmagistrat von Traunstein den Bau eines neuen Städtischen Krankenhauses, das wegen des Ersten Weltkriegs erst ab 1919 zivil genutzt wurde. Im Zweiten Weltkrieg war das Stadtkrankenhaus Reservelazarett. Die Neugliederung erfolgte 1947: Im Krankenhaus an der Cuno-Niggl-Straße waren die Chirurgie, Gynäkologie, Geburtshilfe, HNO- und Röntgenabteilung, im Prinz-Ludwig-Heim die Innere Medizin untergebracht.
Ab 1963 wurde das Krankenhaus auf 420 Betten vergrößert. 1970 wurden im neuen Funktionstrakt die OP-Räume, Radiologie und Säuglingsstation untergebracht. Eine Kinderstation wurde 1987 eingerichtet. 1988 ging der neue Funktionsbereich mit Zentrallager, Bettenzentrale, OP-Bereich, Anästhesie, Endoskopie, Ambulanz, Röntgen, urologischer Ambulanz und Hubschrauberhangar für „Christoph 14“ in Betrieb. 1989 kamen Bettenhaus, Physikalische Therapie sowie Speisesaal dazu.
Ab 1981 wurde ein Funktionsbereich mit Intensivtherapie, Nuklearmedizin, Kardiologie und EKG geschaffen, 1997 eine Neurologie eingerichtet. Mit Kindertagesklinik und Schmerzambulanz, Operativer Tagesklinik und Strahlentagesklinik wurde die ambulante Versorgung erweitert.
2002 erfolgte die Umbenennung von Kreisklinik in Klinikum Traunstein. 2004 wurden Kinderchirurgie und Psychosomatische Station eröffnet. 2005 begann die Kooperation mit den Kliniken des Landkreises Berchtesgadener Land, aus der 2010 die Kliniken Südostbayern AG entstand. 2009 wurde die medizinische Notfall- und Palliativstation eröffnet. 2011 wurde im neu gebauten Diagnose und Therapiezentrum (DTZ) das ambulante Operationszentrum und sukzessive das Fachärztezentrum (FÄZ) in Betrieb genommen.

## Fachrichtungen
Das Klinikum Traunstein stellt die Patientenversorgung mit folgenden Fachrichtungen sicher:
Anästhesie, Intensivmedizin und Schmerztherapie, Allgemein-, Viszeral- und Minimalinvasive Chirurgie, Frauenklinik, Gastroenterologie, Gefäßchirurgie und endovaskuläre Chirurgie, Hämato-Onkologie-Palliativmedizin, Hals-Nasen-Ohren Gemeinschaftspraxis, Intensivstationen (Operative Intensivstation und Intensiv-Überwachungsstation, Medizinische Intensivstation, Kinderintensivstation), Kardiologie, Kinder- und Jugendpsychosomatik und Psychotherapie, Kinderchirurgie Südostbayern, Klinik für Kinder- und Jugendmedizin, Krankenhaushygiene, Palliativmedizin, Plastische, Rekonstruktive und Ästhetische Chirurgie, Handchirurgie, Nephrologie und Rheumatologie, Neurochirurgie, Neurologie, Neuroradiologie, Notfallmedizin, Nuklearmedizin, Radiologie, Rhythmologie / Elektrophysiologie, Sozialpädiatrisches Zentrum (SPZ), Strahlentherapie und Radioonkologie, Unfallchirurgie und Orthopädische Chirurgie, Zentrum für Hand- und Wirbelsäulenchirurgie, Urologie

## Fachärztezentrum Kliniken Südostbayern AG
Das Fachärztezentrum am Klinikum Traunstein ist ein Medizinisches Versorgungszentrum für ambulante Diagnostik und Therapie mit den Fachrichtungen Strahlentherapie und Radioonkologie, Nuklearmedizin, Neurochirurgie und Radiologie.

## Kompetenzzentren
- Brustkrebszentrum Traunstein-Bad Reichenhall[2]
- Darmkrebszentrum
- Gefäßzentrum Südostbayern
- Gynäkologisches Krebszentrum
- Netzwerk Beckenboden Südostbayern
- Onkologisches Zentrum
- Prostatakrebszentrum

## Tageskliniken
Folgende Tageskliniken umfasst das Leistungsspektrum des Klinikums Traunstein:
- Hämatologische-Onkologische Tagesklinik
- Kindertagesklinik
- Konservative Tagesklinik (KOTA)
- Operative Tagesklinik
- Schmerztagesklinik
- Strahlentagesklinik

## Verkehrsanbindung
Seit September 2016 verfügt das Klinikum über den eigenen Haltepunkt Traunstein Klinikum an der östlich von ihm verlaufenden Bahnstrecke Traunstein–Garching. Es besteht, weitgehend im Stundentakt, Regionalbahnanbindung der Südostbayernbahn nach Traunreut und zum Bahnhof Traunstein.

## Ausbildung
Das Klinikum Traunstein ist Akademisches Lehrkrankenhaus der Ludwig-Maximilians-Universität München sowie der Paracelsus Medizinischen Privatuniversität Salzburg. Am Bildungszentrum für Gesundheitsberufe absolvieren derzeit ca. 240 junge Menschen eine Ausbildung in Gesundheitsberufen.